# Keys to Ascension
Keys to Ascension es el cuarto álbum doble en directo de la banda inglesa de rock progresivo Yes, publicado en 1996. Es su quinto álbum en vivo. Es la primera vez que Jon Anderson, Chris Squire, Steve Howe, Rick Wakeman y Alan White trabajan juntos desde Tormato, en 1978. Las siete primeras canciones del álbum fueron grabadas en San Luis Obispo, California, en tres conciertos en marzo de 1996, mientras que las otras dos son canciones nuevas grabadas entre 1995 y 1996. Otras grabaciones en directo, que no fueron incluidas en este disco, sí formaron parte de Keys to Ascension 2.

## Lista de canciones

### Disco 1
1. "Siberian Khatru" (Jon Anderson/Steve Howe/Rick Wakeman) – 10:16
2. "The Revealing Science of God (Dance of the Dawn)" (Jon Anderson/Chris Squire/Steve Howe/Rick Wakeman/Alan White) – 20:31
3. "America" (Paul Simon) – 10:28
4. "Onward" (Steve Howe/Chris Squire) – 5:40
5. "Awaken" (Jon Anderson/Steve Howe) – 18:29

### Disco 2
1. "Roundabout" (Jon Anderson/Steve Howe) – 8:30
2. "Starship Trooper" – 13:06
  1. "Life Seeker" (Jon Anderson)
  2. "Disillusion" (Chris Squire)
  3. "Würm" (Steve Howe)
3. "Be the One" (Jon Anderson/Chris Squire/Steve Howe) – 9:50
  1. "The One"
  2. "Humankind"
  3. "Skates"
4. "That, That Is" (Jon Anderson/Chris Squire/Steve Howe/Alan White) – 19:15
  1. "Togetherness"
  2. "Crossfire"
  3. "The Giving Things"
  4. "That Is"
  5. "All in All"
  6. "How Did Heaven Begin?"
  7. "Agree to Agree"

## Personal
- Jon Anderson - Voz y arpa
- Steve Howe - Guitarra y coros
- Rick Wakeman - Teclados
- Chris Squire - Bajo y coros
- Alan White - Batería

- Datos: Q1074362